# Pažitské jazierko
Pažitské jazierko, nebo také Jazierko na Pažiti, je přírodní památka ve správě oblasti Slovenský ráj.
Nachází se v katastrálním území obce Spišské Podhradie v okrese Levoča v Prešovském kraji. Území bylo vyhlášeno či novelizováno v roce 1990 na rozloze 0,1101 ha. Ochranné pásmo nebylo stanoveno. V blízkosti se nachází jiná přírodní památka Sivá Brada. 